# Безвременник весёлый
Безвре́менник весёлый, или Безвременник я́ркий (лат. Cōlchicum laētum) — многолетнее травянистое растение, вид рода Безвременник (Colchicum) семейства Безвременниковые (Colchicaceae).

## Распространение и экология
Ареал вида охватывает Предкавказье, нижнее течение Волги и Дона. Эндемик.
Произрастает на лугах и в степях.

## Ботаническое описание
Луковица яйцевидная, довольно крупная, диаметром около 3 см. Влагалища кожистые, чёрно-бурые, вытянутые в довольно длинную, тонкую трубку.
Листья в числе четырёх, язычковые, бледно-зелёные, нижний туповатый, шире остальных, верхние острые.
Цветки довольно крупные, в числе одного — трёх, бледно-лиловые или пурпурные, листочки околоцветника ланцетные или эллиптические, длиной до 4 см, тупые. Тычинки почти вдвое короче листочков околоцветника; пыльники линейные, жёлтые, длиной до 6—8 см; столбики очень тонкие, нитевидные, почти прямые, на верхушке иногда слегка толще, и едва согнутые, во много раз превышают тычинки.
Коробочка яйцевидная, длиной до 2 см, на очень короткой ножке, при основании тупая, на верхушке заострённая.
Цветёт в августе — сентябре. Плодоносит в апреле.

## Значение и применение
Во всех частях растения содержится яд колхицин.
Отравление скота возможны на пастбище только весной и в стойловый период при кормлении сеном с примесью безвременника. Молоко отравившихся дойных коров может вызвать отравление не только телят, но и людей.

## Таксономия
Вид Безвременник весёлый входит в род Безвременник (Colchicum) семейства Безвременниковые (Colchicaceae) порядка Лилиецветные (Liliales).
|  |                                        |  |                                                             |                                                             |                            |  | ещё 9 семейств (согласно Системе APG II) | ещё 9 семейств (согласно Системе APG II) |                          |  |  |  | ещё более 100 видов |
|  |                                        |  |                                                             |                                                             |                            |  | ещё 9 семейств (согласно Системе APG II) | ещё 9 семейств (согласно Системе APG II) |                          |  |  |  | ещё более 100 видов |
|  |                                        |  |                                                             | порядок Лилиецветные                                        |                            |  |                                          |                                          | род Безвременник         |  |  |  |                     |
|  |                                        |  |                                                             | порядок Лилиецветные                                        |                            |  |                                          |                                          | род Безвременник         |  |  |  |                     |
|  | царство Цветковые, или Покрытосеменные |  |                                                             |                                                             | семейство Безвременниковые |  |                                          |                                          | вид Безвременник весёлый |  |  |  |                     |
|  | царство Цветковые, или Покрытосеменные |  |                                                             |                                                             | семейство Безвременниковые |  |                                          |                                          |                          |  |  |  |                     |
|  |                                        |  | ещё 44 порядка цветковых растений (согласно Системе APG II) | ещё 44 порядка цветковых растений (согласно Системе APG II) |                            |  |                                          | ещё 21 род                               | ещё 21 род               |  |  |  |                     |
|  |                                        |  |                                                             | ещё 44 порядка цветковых растений (согласно Системе APG II) |                            |  |                                          |                                          | ещё 21 род               |  |  |  |                     |